# Гімн СРСР
Державним гімном Радянського Союзу у 1922—1944 роках був «Інтернаціонал» (автор музики — Ежен Потьє, автор слів — П'єр Дегейтер, автор російського тексту — Аркадій Коц), у 1944–1991 роках — гімн на музику Олександра Александрова (написаний 1936 року як гімн партії більшовиків, 2000 року музика Александрова лягла в основу Гімну Росії), автори слів Сергій Михалков та Габріель Ель-Регістан (у 1955—1977 роках гімн виконувано без слів, 1977 року слова відновлено у зміненому С. Михалковим варіанті).
З 2000 року мелодію гімну щодня виконує Кремлівський годинник.

## Державний гімн СРСР
| 1943-1956 | 1977-1991 |
| --- | --- |
| Союз нерушимый республик свободных Сплотила навеки Великая Русь. Да здравствует созданный волей народов Единый, могучий Советский Союз! Славься, Отечество наше свободное, Дружбы народов надёжный оплот! Знамя советское, знамя народное Пусть от победы к победе ведёт! Сквозь грозы сияло нам солнце свободы, И Ленин великий нам путь озарил: Нас вырастил Сталин — на верность народу, На труд и на подвиги нас вдохновил! Славься, Отечество наше свободное, Счастья народов надёжный оплот! Знамя советское, знамя народное Пусть от победы к победе ведёт! Мы армию нашу растили в сраженьях. Захватчиков подлых с дороги сметём! Мы в битвах решаем судьбу поколений, Мы к славе Отчизну свою поведём! Славься, Отечество наше свободное, Славы народов надёжный оплот! Знамя советское, знамя народное Пусть от победы к победе ведёт! | Союз нерушимый республик свободных Сплотила навеки Великая Русь. Да здравствует созданный волей народов Единый, могучий Советский Союз! Славься, Отечество наше свободное, Дружбы народов надёжный оплот! Партия Ленина — сила народная Нас к торжеству коммунизма ведёт! Сквозь грозы сияло нам солнце свободы, И Ленин великий нам путь озарил: На правое дело он поднял народы, На труд и на подвиги нас вдохновил! Славься, Отечество наше свободное, Дружбы народов надёжный оплот! Партия Ленина — сила народная Нас к торжеству коммунизма ведёт! В победе бессмертных идей коммунизма Мы видим грядущее нашей страны, И Красному знамени славной Отчизны Мы будем всегда беззаветно верны! Славься, Отечество наше свободное, Дружбы народов надёжный оплот! Партия Ленина — сила народная Нас к торжеству коммунизма ведёт! |

## Офіційний переклад(автор—Микола Бажан)
Союзом незламним республіки вільні

Навіки з'єднала Великая Русь.

Хай квітне, народами створений спільно

Єдиний, могутній Радянський Союз.
Славимо велич Вітчизни свободної,

Дружби народів опори в віках!

Партія Леніна — сила народная

До комунізму нам вказує шлях.
Крізь грози світило нам сонце свободи,

І Ленін великий нам путь осіяв,

На битву за правду покликав народи,

Натхнення на труд і на подвиги дав.
У звершенні славних ідей комунізму

Ми бачим, країно, майбутнє твоє.

Червоному стягу своєї Вітчизни

Народ наш несхитну присягу дає.

## Кавер-версія
Кавер-версію гімну СРСР створив український російськомовний гурт «5'nizza», і виступив з нею 2003 року на передачі «Неголубой огонёк». Окрім специфічної манери співу, кавер відрізняється додаванням приспіву «ла-ла-ла-ла-ла-ла-ла-ла», яким гурт починає і закінчує пісню. Хоча подібний приспів раніше використовувався західними музикантами, зокрема, на думку російського музичного критика А. Троїцького, вперше — у пісні Девіда Гессе «Speedy Gonzales» (1961), існує свідчення про те, що саме в інтерпретації радянського гімну гурту 5'nizza, цей приспів в 2014 надихнув співавторів на створення хіта Путін — хуйло

## Оцінки
Український композитор Валентин Сильвестров в одному з інтерв'ю дав розлогу характеристику радянському, й одночасно, нинішньому російському гімну:
|  | ...гімн написаний був Александровим, він талановитий військовий диригент і це з точки зору музики, досить добре. Але там слова поганять... По перше, він як марш трошки агресивний, але він талановито зроблений, але слова вдумайтеся: "Союз нерушимый республик свободных". Як це? А потім: "нас вырастил Сталин" — це що свиноферма якась? Або дитячий садок? Що це таке? Це народ холуїв? Це гімн, де слова поганять цю музику. І він повернув цей гімн і повернув атрибути двоголового орла, ну так поверни той гімн "Боже царя храни". Так ні, повернули цей гімн, а на цьому гімні наліплено крові багато як захисників, так і жертв, весь він в крові, цей гімн. |